# Чемпионат мира по хоккею с шайбой среди молодёжных команд 2016
Чемпионат мира по хоккею с шайбой среди молодёжных команд 2016 года — 40-й турнир молодёжного чемпионата мира под эгидой ИИХФ, проходивший с 26 декабря 2015 года по 5 января 2016 года в столице Финляндии Хельсинки. Третий турнир, который проходил в новом формате, согласно которому в четвертьфинал вышли первые четыре команды из каждой группы. Сборные, занявшие в своих группах последнее место, сыграли между собой серию до двух побед за право остаться в дивизионе сильнейших.
Сборная Финляндии стала чемпионом мира и завоевала свой четвёртый титул, одолев в финале сборную России со счётом 4:3 в овертайме. Бронзовые медали выиграла сборная США, победившая в матче за третье место сборную Швеции — 8:3. Неудачно выступила сборная Канады, впервые за 18 лет не сумевшая пробиться в полуфинал чемпионата. Сборные Швейцарии и Белоруссии, занявшие в своих группах последнее место, сыграли между собой серию матчей, в которой швейцарцы добились победы — 2:0. Таким образом, по итогам турнира сборная Белоруссия переходит в первый дивизион чемпионата мира 2017 года.
Лучшим бомбардиром чемпионата стал финн Ессе Пульюярви, набравший 17 (5+12) очков за результативность в 7 матчах. Он же был признан самым ценным игроком (MVP) и лучшим нападающим турнира. Лучшим вратарём чемпионата был признан Линус Сёдерстрём, а лучшим защитником — Зак Веренски.

## Арены
Аренами турнира стали «Хартвалл Арена» и хельсинкский Ледовый дворец. На предварительном этапе матчи группы A проходили в Ледовом дворце, а матчи группы B в «Хартвалл Арена». Матчи утешительного раунда принимал Ледовый дворец, а решающая стадия плей-офф прошла в «Хартвалл Арена».
| Хартвалл Арена Вместимость: 13 506 | Ледовый дворец Вместимость: 8 200 |
| ---------------------------------- | --------------------------------- |
|                                    |                                   |
| Финляндия — Хельсинки              | Финляндия — Хельсинки             |

## Участвующие команды
В чемпионате принимали участие 10 национальных команд — восемь из Европы и две из Северной Америки. Сборная Белоруссии пришла из первого дивизиона, остальные — с прошлого турнира ТОП-дивизиона.
| Европа - Чехия* - Словакия* - Финляндия× - Дания* - Россия* | - Швеция* - Беларусь^ - Швейцария* Северная Америка - Канада* - США* |  |

* = 8 команд автоматически квалифицировались в высший дивизион по итогам чемпионата мира 2015 года
^ = Команда перешла в высший дивизион по итогам первого дивизиона чемпионата мира 2015 года
× = Квалифицировались как хозяева чемпионата 

## Судьи
ИИХФ утвердила 12 главных и 10 линейных судей для обслуживания матчей чемпионата мира по хоккею с шайбой среди молодёжных команд 2016 года.
| Главные судьи - Кристофер Питоскья - Алексей Анисимов - Андрис Ансонс - Владимир Пешина - Стефан Фонселиус - Алекси Рантала - Даниэль Конц - Микаэль Норд - Марк Виганд - Жан-Филипп Сильвен - Бретт Айверсон - Даниэль Пихачек | Линейные судьи - Александр Валдейер - Николас Чартрэнд-Пише - Хенрик Пильблад - Матьяж Грибар - Роман Кадерли - Паси Ниеминен - Ханну Сормунен - Александр Отмахов - Рене Йенсен - Брайан Оливер |  |

## Предварительный раунд
|  | Команды, выходящие в четвертьфинал      |
|  | Команды, выходящие в утешительный раунд |

### Группа A
| М | Сборная   | И | В | ВО | ПО | П | ШЗ | ШП | РШ  | О  |
| - | --------- | - | - | -- | -- | - | -- | -- | --- | -- |
| 1 | Швеция    | 4 | 4 | 0  | 0  | 0 | 19 | 5  | +14 | 12 |
| 2 | США       | 4 | 3 | 0  | 0  | 1 | 18 | 5  | +13 | 9  |
| 3 | Канада    | 4 | 1 | 1  | 0  | 2 | 13 | 12 | +1  | 5  |
| 4 | Дания     | 4 | 1 | 0  | 0  | 3 | 4  | 16 | −12 | 3  |
| 5 | Швейцария | 4 | 0 | 0  | 1  | 3 | 7  | 23 | −16 | 1  |

Время местное (UTC+2).
| 26 декабря 2015 16:00 | Швейцария | 3:8 (1:3, 1:3, 1:2) | Швеция | Ледовый дворец, Хельсинки Зрителей: 5600 |

| Отчёт | Отчёт                                                          | Отчёт | Отчёт                          | Отчёт                                |
| --- | -------------------------------------------------------------- | --- | ------------------------------ | ------------------------------------ |
| |                                                                | |                                |                                      |
| | Готье Деклу — 00:00-32:50 Йорен ван Поттельберге — 32:50-60:00 | Вратари | 00:00-60:00 — Линус Сёдерстрём | Судьи: Андрис Ансонс Владимир Пешина |
| | Голы:                                                          | |                                | Судьи: Андрис Ансонс Владимир Пешина |
| Тино Кесслер — 17:23 (Д. Мальгин, А. Глаузер) Ноа Род — 27:11 (Э. Харлахер, Д. Мальгин) Тино Кесслер (мен.) — 51:57 | 0:1 0:2 1:2 1:3 1:4 1:5 2:5 2:6 2:7 3:7 3:8                    | 01:21 — Вильям Нюландер (А. Нюландер, Д. Тимашов) 10:17 — Оскар Линдблом (А. Хольмстрём, А. Кемпе) 19:31 — Дмитрий Тимашов (бол.) (А. Нюландер) 21:48 — Дмитрий Тимашов (бол.) (М. Петтерссон, Г. Карлссон) 24:17 — Расмус Асплунд (Г. Карлссон, М. Петтерссон) 32:50 — Якоб Форсбакка-Карлссон (В. Лагессон) 42:34 — Якоб Ларссон (А. Нюландер, А. Хольмстрём) 56:40 — Адам Оллас Маттссон (М. Петтерссон) |                                | Судьи: Андрис Ансонс Владимир Пешина |
| |                                                                | |                                | Судьи: Андрис Ансонс Владимир Пешина |
| |                                                                | |                                | Судьи: Андрис Ансонс Владимир Пешина |
| |                                                                | |                                | Судьи: Андрис Ансонс Владимир Пешина |
| 60 мин | Штраф                                                          | 10 мин |                                | Судьи: Андрис Ансонс Владимир Пешина |
| |                                                                | |                                |                                      |
| | 18                                                             | Броски | 39                             |                                      |

| 26 декабря 2015 20:00 | США | 4:2 (0:0, 1:1, 3:1) | Канада | Ледовый дворец, Хельсинки Зрителей: 6112 |

| Отчёт | Отчёт                           | Отчёт                                                                                   | Отчёт                           | Отчёт                              |
| --- | ------------------------------- | --------------------------------------------------------------------------------------- | ------------------------------- | ---------------------------------- |
| |                                 |                                                                                         |                                 |                                    |
| | Алекс Неделькович — 00:00-60:00 | Вратари                                                                                 | 00:00-58:51 — Мэйсон Макдональд | Судьи: Микаэль Норд Алекси Рантала |
| | Голы:                           |                                                                                         |                                 | Судьи: Микаэль Норд Алекси Рантала |
| Колин Уайт — 36:33 (С. Милано, К. Дворак) Зак Веренски (бол.) — 47:22 (О. Мэттьюс, М. Ткачук) Луи Бельпедио — 56:42 (У. Борген, К. Уайт) Остон Мэттьюс — 57:23 (З. Веренски, М. Ткачук) | 0:1 :1 2:1 2:2 3:2 4:2          | 25:06 — Мэтью Барзал (Р. Шартье, Ж. Готье) 50:45 — Дилан Строум (М. Марнер, Т. Дермотт) |                                 | Судьи: Микаэль Норд Алекси Рантала |
| |                                 |                                                                                         |                                 | Судьи: Микаэль Норд Алекси Рантала |
| |                                 |                                                                                         |                                 | Судьи: Микаэль Норд Алекси Рантала |
| |                                 |                                                                                         |                                 | Судьи: Микаэль Норд Алекси Рантала |
| 27 мин | Штраф                           | 4 мин                                                                                   |                                 | Судьи: Микаэль Норд Алекси Рантала |
| |                                 |                                                                                         |                                 |                                    |
| | 25                              | Броски                                                                                  | 27                              |                                    |

| 27 декабря 2015 20:00 | Дания | 2:1 (0:1, 0:0, 2:0) | Швейцария | Ледовый дворец, Хельсинки Зрителей: 1596 |

| Отчёт                                                                                  | Отчёт                      | Отчёт                                    | Отчёт                                | Отчёт                                      |
| -------------------------------------------------------------------------------------- | -------------------------- | ---------------------------------------- | ------------------------------------ | ------------------------------------------ |
|                                                                                        |                            |                                          |                                      |                                            |
|                                                                                        | Томас Лиллье — 00:00-60:00 | Вратари                                  | 00:00-57:58 — Йорен ван Поттельберге | Судьи: Алексей Анисимов Кристофер Питоскья |
|                                                                                        | Голы:                      |                                          |                                      | Судьи: Алексей Анисимов Кристофер Питоскья |
| Сёрен Нильсен — 41:17 (К. Йенсен, Й. Рёндбьерг) Матиас Фром — 46:20 (А. Труэ, Н. Краг) | 0:1 :1 2:1                 | 08:21 — Ноа Род (Э. Харлаxер, Р. Каррер) |                                      | Судьи: Алексей Анисимов Кристофер Питоскья |
|                                                                                        |                            |                                          |                                      | Судьи: Алексей Анисимов Кристофер Питоскья |
|                                                                                        |                            |                                          |                                      | Судьи: Алексей Анисимов Кристофер Питоскья |
|                                                                                        |                            |                                          |                                      | Судьи: Алексей Анисимов Кристофер Питоскья |
| 25 мин                                                                                 | Штраф                      | 4 мин                                    |                                      | Судьи: Алексей Анисимов Кристофер Питоскья |
|                                                                                        |                            |                                          |                                      |                                            |
|                                                                                        | 22                         | Броски                                   | 23                                   |                                            |

| 28 декабря 2015 16:00 | Швеция | 1:0 (0:0, 1:0, 0:0) | США | Ледовый дворец, Хельсинки Зрителей: 5415 |

| Отчёт                                                | Отчёт                          | Отчёт   | Отчёт                                       | Отчёт                                     |
| ---------------------------------------------------- | ------------------------------ | ------- | ------------------------------------------- | ----------------------------------------- |
|                                                      |                                |         |                                             |                                           |
|                                                      | Линус Сёдерстрём — 00:00-60:00 | Вратари | 00:00-58:53 — Алекс Неделькович 59:04-59:53 | Судьи: Даниэль Пихачек Жан-Филипп Сильвен |
|                                                      | Голы:                          |         |                                             | Судьи: Даниэль Пихачек Жан-Филипп Сильвен |
| Александр Нюландер — 22:41 (Д. Тимашов, Г. Карлссон) | 1:0                            |         |                                             | Судьи: Даниэль Пихачек Жан-Филипп Сильвен |
|                                                      |                                |         |                                             | Судьи: Даниэль Пихачек Жан-Филипп Сильвен |
|                                                      |                                |         |                                             | Судьи: Даниэль Пихачек Жан-Филипп Сильвен |
|                                                      |                                |         |                                             | Судьи: Даниэль Пихачек Жан-Филипп Сильвен |
| 16 мин                                               | Штраф                          | 12 мин  |                                             | Судьи: Даниэль Пихачек Жан-Филипп Сильвен |
|                                                      |                                |         |                                             |                                           |
|                                                      | 23                             | Броски  | 46                                          |                                           |

| 28 декабря 2015 20:00 | Канада | 6:1 (1:1, 4:0, 1:0) | Дания | Ледовый дворец, Хельсинки Зрителей: 5891 |

| Отчёт | Отчёт                           | Отчёт                                         | Отчёт                         | Отчёт                           |
| --- | ------------------------------- | --------------------------------------------- | ----------------------------- | ------------------------------- |
| |                                 |                                               |                               |                                 |
| | Мэйсон Макдональд — 00:00-60:00 | Вратари                                       | 00:00-60:00 — Матиас Сельдруп | Судьи: Даниэль Конц Марк Виганд |
| | Голы:                           |                                               |                               | Судьи: Даниэль Конц Марк Виганд |
| Энтони Бовилье — 13:52 (М. Барзал, Р. Шартье) Джон Кенневилль — 21:14 (М. Марнер, Х. Флёри) Мэтью Барзал (бол.) — 25:03 (Т. Шабо, Дж. Хикеттс) Лоусон Крауз — 25:54 (Т. Конекни, Т. Дермотт) Митч Марнер — 31:30 (Д. Строум, Б. Пойнт) Дилан Строум (бол.) — 49:32 (Б. Пойнт) | 0:1 :1 2:1 3:1 4:1 5:1 6:1      | 12:49 — Александр Труэ (М. Фром, А. Крогсгор) |                               | Судьи: Даниэль Конц Марк Виганд |
| |                                 |                                               |                               | Судьи: Даниэль Конц Марк Виганд |
| |                                 |                                               |                               | Судьи: Даниэль Конц Марк Виганд |
| |                                 |                                               |                               | Судьи: Даниэль Конц Марк Виганд |
| 4 мин | Штраф                           | 10 мин                                        |                               | Судьи: Даниэль Конц Марк Виганд |
| |                                 |                                               |                               |                                 |
| | 58                              | Броски                                        | 11                            |                                 |

| 29 декабря 2015 20:00 | Швейцария | 2:3 (Б) (2:1, 0:1, 0:0, 0:0, 0:1) | Канада | Ледовый дворец, Хельсинки Зрителей: 3522 |

| Отчёт                                                                                      | Отчёт                                | Отчёт | Отчёт                          | Отчёт                                |
| ------------------------------------------------------------------------------------------ | ------------------------------------ | --- | ------------------------------ | ------------------------------------ |
|                                                                                            |                                      | |                                |                                      |
|                                                                                            | Йорен ван Поттельберге — 00:00-65:00 | Вратари                                                                                                   | 00:00-65:00 — Маккензи Блэквуд | Судьи: Стефан Фонселиус Микаэль Норд |
|                                                                                            | Голы:                                | |                                | Судьи: Стефан Фонселиус Микаэль Норд |
| Дамьен Риат (бол.) — 02:12 (Н. Род, Д. Мальгин) Дарио Мейер — 15:37 (М. Форрер, Ю. Привет) | 1:0 2:0 2:1 2:2 2:3                  | 19:37 — Дилан Строум (Т. Шабо, Л. Крауз) 32:17 — Джо Хикеттс (Л. Крауз) 65:00 — Брэйден Пойнт (поб. бул.) |                                | Судьи: Стефан Фонселиус Микаэль Норд |
|                                                                                            | Буллиты:                             | |                                | Судьи: Стефан Фонселиус Микаэль Норд |
| Пий Сутер Тимо Майер                                                                       |                                      | Дилан Строум Брэйден Пойнт Мэтью Барзал                                                                   |                                | Судьи: Стефан Фонселиус Микаэль Норд |
|                                                                                            |                                      | |                                | Судьи: Стефан Фонселиус Микаэль Норд |
| 8 мин                                                                                      | Штраф                                | 4 мин |                                | Судьи: Стефан Фонселиус Микаэль Норд |
|                                                                                            |                                      | |                                |                                      |
|                                                                                            | 25                                   | Броски | 35                             |                                      |

| 30 декабря 2015 16:00 | Швеция | 5:0 (2:0, 1:0, 2:0) | Дания | Ледовый дворец, Хельсинки Зрителей: 4193 |

| Отчёт | Отчёт                          | Отчёт   | Отчёт                      | Отчёт                             |
| --- | ------------------------------ | ------- | -------------------------- | --------------------------------- |
| |                                |         |                            |                                   |
| | Феликс Сандстрём — 00:00-60:00 | Вратари | 00:00-60:00 — Томас Лиллье | Судьи: Алекси Рантала Марк Виганд |
| | Голы:                          |         |                            | Судьи: Алекси Рантала Марк Виганд |
| Адриан Кемпе — 00:13 (О. Линдблом) Густав Форслинг (бол.) — 10:22 (Я. Форсбакка-Карлссон) Оскар Линдблом — 37:17 (А. Хольмстрём, А. Оллас Маттссон) Вильям Лагессон — 50:02 (К. Эн, Й. Лёке) Александр Нюландер — 55:55 (Р. Асплунд, Я. Ларссон) | 1:0 2:0 3:0 4:0 5:0            |         |                            | Судьи: Алекси Рантала Марк Виганд |
| |                                |         |                            | Судьи: Алекси Рантала Марк Виганд |
| |                                |         |                            | Судьи: Алекси Рантала Марк Виганд |
| |                                |         |                            | Судьи: Алекси Рантала Марк Виганд |
| 4 мин | Штраф                          | 10 мин  |                            | Судьи: Алекси Рантала Марк Виганд |
| |                                |         |                            |                                   |
| | 48                             | Броски  | 9                          |                                   |

| 30 декабря 2015 20:00 | США | 10:1 (6:0, 4:1, 0:0) | Швейцария | Ледовый дворец, Хельсинки Зрителей: 3701 |

| Отчёт | Отчёт                                                           | Отчёт                         | Отчёт                                                            | Отчёт                               |
| --- | --------------------------------------------------------------- | ----------------------------- | ---------------------------------------------------------------- | ----------------------------------- |
| |                                                                 |                               |                                                                  |                                     |
| | Алекс Неделькович — 00:00-28:09 Брэндон Хэлверсон — 28:09-60:00 | Вратари                       | 00:00-15:10 — Йорен ван Поттельберге 15:10-60:00 — Людовик Вебер | Судьи: Даниэль Конц Даниэль Пихачек |
| | Голы:                                                           |                               |                                                                  | Судьи: Даниэль Конц Даниэль Пихачек |
| Кристиан Дворак — 07:23 (З. Веренски, С. Милано) Остон Мэттьюс — 08:26 (М. Ткачук, К. Уайт) Брэндон Карло — 10:13 (З. Веренски) Зак Веренски — 12:59 (К. Дворак, С. Милано) Мэттью Ткачук — 15:10 (О. Мэттьюс) Ник Шмальц — 16:33 (Р. Хичкок, Б. Бисер) Мэттью Ткачук — 22:12 (О. Мэттьюс) Остон Мэттьюс (бол.) — 28:09 (Н. Шмальц, К. Уайт) Колин Уайт (мен.) — 29:00 (К. Дворак) Райан Донато — 30:58 | 1:0 2:0 3:0 4:0 5:0 6:0 6:1 7:1 8:1 9:1 10:1                    | 21:26 — Тимо Майер (Н. Хишир) |                                                                  | Судьи: Даниэль Конц Даниэль Пихачек |
| |                                                                 |                               |                                                                  | Судьи: Даниэль Конц Даниэль Пихачек |
| |                                                                 |                               |                                                                  | Судьи: Даниэль Конц Даниэль Пихачек |
| |                                                                 |                               |                                                                  | Судьи: Даниэль Конц Даниэль Пихачек |
| 6 мин | Штраф                                                           | 14 мин                        |                                                                  | Судьи: Даниэль Конц Даниэль Пихачек |
| |                                                                 |                               |                                                                  |                                     |
| | 33                                                              | Броски                        | 28                                                               |                                     |

| 31 декабря 2015 16:00 | Дания | 1:4 (1:1, 0:1, 0:2) | США | Ледовый дворец, Хельсинки Зрителей: 5128 |

| Отчёт                 | Отчёт                         | Отчёт | Отчёт                           | Отчёт                                  |
| --------------------- | ----------------------------- | --- | ------------------------------- | -------------------------------------- |
|                       |                               | |                                 |                                        |
|                       | Матиас Сельдруп — 00:00-60:00 | Вратари | 00:00-60:00 — Брэндон Хэлверсон | Судьи: Стефан Фонселиус Бретт Айверсон |
|                       | Голы:                         | |                                 | Судьи: Стефан Фонселиус Бретт Айверсон |
| Матиас Лассен — 10:14 | 1:0 1:1 1:2 1:3 1:4           | 17:04 — Остон Мэттьюс (К. Уайт, М. Ткачук) 24:02 — Сонни Милано (Л. Бельпедио) 45:40 — Колин Уайт (М. Ткачук, О. Мэттьюс) 47:43 — Андерс Бьорк (бол.) (С. Милано, Б. Фортунато) |                                 | Судьи: Стефан Фонселиус Бретт Айверсон |
|                       |                               | |                                 | Судьи: Стефан Фонселиус Бретт Айверсон |
|                       |                               | |                                 | Судьи: Стефан Фонселиус Бретт Айверсон |
|                       |                               | |                                 | Судьи: Стефан Фонселиус Бретт Айверсон |
| 6 мин                 | Штраф                         | 2 мин |                                 | Судьи: Стефан Фонселиус Бретт Айверсон |
|                       |                               | |                                 |                                        |
|                       | 17                            | Броски | 44                              |                                        |

| 31 декабря 2015 20:00 | Канада | 2:5 (1:2, 0:1, 1:2) | Швеция | Ледовый дворец, Хельсинки Зрителей: 7003 |

| Отчёт                                                                                 | Отчёт                                      | Отчёт | Отчёт                                                         | Отчёт                                   |
| ------------------------------------------------------------------------------------- | ------------------------------------------ | --- | ------------------------------------------------------------- | --------------------------------------- |
|                                                                                       |                                            | |                                                               |                                         |
|                                                                                       | Маккензи Блэквуд — 00:00-58:24 59:49-60:00 | Вратари | 00:00-56:11 — Линус Сёдерстрём 56:11-60:00 — Феликс Сандстрём | Судьи: Алексей Анисимов Владимир Пешина |
|                                                                                       | Голы:                                      | |                                                               | Судьи: Алексей Анисимов Владимир Пешина |
| Митчелл Стивенс — 15:51 (Т. Шабо) Митч Марнер (бол.) — 54:10 (Дж. Хикеттс, Д. Строум) | 0:1 0:2 1:2 1:3 1:4 2:4 2:5                | 04:37 — Александр Нюландер (бол.) (Р. Асплунд, Д. Тимашов) 07:08 — Густав Форслинг (бол.) (А. Нюландер, А. Кемпе) 33:38 — Адриан Кемпе (бол.) (А. Хольмстрём, Г. Форслинг) 47:09 — Антон Карлссон (Г. Карлссон, Й. Лёке) 59:49 — Расмус Асплунд (п.в.) (А. Энглунд) |                                                               | Судьи: Алексей Анисимов Владимир Пешина |
|                                                                                       |                                            | |                                                               | Судьи: Алексей Анисимов Владимир Пешина |
|                                                                                       |                                            | |                                                               | Судьи: Алексей Анисимов Владимир Пешина |
|                                                                                       |                                            | |                                                               | Судьи: Алексей Анисимов Владимир Пешина |
| 20 мин                                                                                | Штраф                                      | 14 мин |                                                               | Судьи: Алексей Анисимов Владимир Пешина |
|                                                                                       |                                            | |                                                               |                                         |
|                                                                                       | 24                                         | Броски | 32                                                            |                                         |

### Группа B
| М | Сборная   | И | В | ВО | ПО | П | ШЗ | ШП | РШ  | О  |
| - | --------- | - | - | -- | -- | - | -- | -- | --- | -- |
| 1 | Россия    | 4 | 3 | 1  | 0  | 0 | 14 | 7  | +7  | 11 |
| 2 | Финляндия | 4 | 3 | 0  | 0  | 1 | 23 | 13 | +10 | 9  |
| 3 | Чехия     | 4 | 2 | 0  | 1  | 1 | 12 | 10 | +2  | 7  |
| 4 | Словакия  | 4 | 1 | 0  | 0  | 3 | 8  | 14 | −6  | 3  |
| 5 | Беларусь  | 4 | 0 | 0  | 0  | 4 | 6  | 19 | −13 | 0  |

Время местное (UTC+2).
| 26 декабря 2015 14:00 | Чехия | 1:2 (Б) (0:0, 1:0, 0:1, 0:0, 0:1) | Россия | Хартвалл Арена, Хельсинки Зрителей: 10 106 |

| Отчёт                                   | Отчёт                       | Отчёт                                                                            | Отчёт                            | Отчёт                                   |
| --------------------------------------- | --------------------------- | -------------------------------------------------------------------------------- | -------------------------------- | --------------------------------------- |
|                                         |                             |                                                                                  |                                  |                                         |
|                                         | Витек Ванечек — 00:00-65:00 | Вратари                                                                          | 00:00-65:00 — Александр Георгиев | Судьи: Стефан Фонселиус Даниэль Пихачек |
|                                         | Голы:                       |                                                                                  |                                  | Судьи: Стефан Фонселиус Даниэль Пихачек |
| Михаэль Шпачек (бул.) — 33:54           | 1:0 1:1 1:2                 | 49:09 — Артур Лаута (Р. Фазлеев, А. Дергачёв) 65:00 — Максим Лазарев (поб. бул.) |                                  | Судьи: Стефан Фонселиус Даниэль Пихачек |
|                                         | Буллиты:                    |                                                                                  |                                  | Судьи: Стефан Фонселиус Даниэль Пихачек |
| Доминик Лакатош Филип Хлапик Давид Каше |                             | Максим Лазарев Александр Полунин Артур Лаута                                     |                                  | Судьи: Стефан Фонселиус Даниэль Пихачек |
|                                         |                             |                                                                                  |                                  | Судьи: Стефан Фонселиус Даниэль Пихачек |
| 27 мин                                  | Штраф                       | 6 мин                                                                            |                                  | Судьи: Стефан Фонселиус Даниэль Пихачек |
|                                         |                             |                                                                                  |                                  |                                         |
|                                         | 25                          | Броски                                                                           | 22                               |                                         |

| 26 декабря 2015 18:00 | Финляндия | 6:0 (0:0, 1:0, 5:0) | Беларусь | Хартвалл Арена, Хельсинки Зрителей: 12 222 |

| Отчёт | Отчёт                           | Отчёт   | Отчёт                                                                      | Отчёт                                  |
| --- | ------------------------------- | ------- | -------------------------------------------------------------------------- | -------------------------------------- |
| |                                 |         |                                                                            |                                        |
| | Вейни Вехвиляйнен — 00:00-60:00 | Вратари | 00:00-47:26 — Иван Кульбаков 47:26-59:31 — Владислав Вербицкий 59:40-60:00 | Судьи: Даниэль Конц Жан-Филипп Сильвен |
| | Голы:                           |         |                                                                            | Судьи: Даниэль Конц Жан-Филипп Сильвен |
| Ессе Пульюярви — 37:14 (С. Ахо) Патрик Лайне — 41:33 (Е. Пульюярви, О. Юолеви) Сами Нику — 45:46 (М. Сииконен, К. Бьёркквист) Ессе Пульюярви (бол.) — 47:26 (О. Юолеви, С. Ахо) Себастьян Репо — 53:04 (А. Саарела) Микко Рантанен (п.в.) — 59:40 (С. Ахо, Н. Миккола) | 1:0 2:0 3:0 4:0 5:0 6:0         |         |                                                                            | Судьи: Даниэль Конц Жан-Филипп Сильвен |
| |                                 |         |                                                                            | Судьи: Даниэль Конц Жан-Филипп Сильвен |
| |                                 |         |                                                                            | Судьи: Даниэль Конц Жан-Филипп Сильвен |
| |                                 |         |                                                                            | Судьи: Даниэль Конц Жан-Филипп Сильвен |
| 8 мин | Штраф                           | 18 мин  |                                                                            | Судьи: Даниэль Конц Жан-Филипп Сильвен |
| |                                 |         |                                                                            |                                        |
| | 37                              | Броски  | 10                                                                         |                                        |

| 27 декабря 2015 16:00 | Беларусь | 2:4 (1:1, 1:1, 0:2) | Словакия | Хартвалл Арена, Хельсинки Зрителей: 1472 |

| Отчёт | Отчёт | Отчёт | Отчёт                    | Отчёт                               |
| --- | --- | --- | ------------------------ | ----------------------------------- |
| | | |                          |                                     |
| | Иван Кульбаков — 00:00-45:56 Владислав Вербицкий — 45:56-52:51 Иван Кульбаков — 52:51-59:05 Владислав Вербицкий — 59:41-60:00 | Вратари | 00:00-60:00 — Адам Гуска | Судьи: Стефан Фонселиус Марк Виганд |
| | Голы: | |                          | Судьи: Стефан Фонселиус Марк Виганд |
| Вадим Малиновский — 11:33 (А. Черников, И. Сушко) Руслан Васильчук (бол.) — 22:21 (А. Белевич, Д. Карабань) | 0:1 :1 2:1 2:2 2:3 2:4 | 06:56 — Патрик Кох (М. Сукель, Ю. Шишка) 32:28 — Филип Лештян (М. Суровы) 40:19 — Лукаш Грушик (М. Палочко) 59:41 — Юрай Шишка (п.в.) |                          | Судьи: Стефан Фонселиус Марк Виганд |
| | | |                          | Судьи: Стефан Фонселиус Марк Виганд |
| | | |                          | Судьи: Стефан Фонселиус Марк Виганд |
| | | |                          | Судьи: Стефан Фонселиус Марк Виганд |
| 10 мин | Штраф | 4 мин |                          | Судьи: Стефан Фонселиус Марк Виганд |
| | | |                          |                                     |
| | 26 | Броски | 39                       |                                     |

| 28 декабря 2015 14:00 | Словакия | 0:2 (0:0, 0:1, 0:1) | Чехия | Хартвалл Арена, Хельсинки Зрителей: 8998 |

| Отчёт | Отчёт                    | Отчёт                                                                                    | Отчёт                       | Отчёт                               |
| ----- | ------------------------ | ---------------------------------------------------------------------------------------- | --------------------------- | ----------------------------------- |
|       |                          |                                                                                          |                             |                                     |
|       | Адам Гуска — 00:00-60:00 | Вратари                                                                                  | 00:00-60:00 — Витек Ванечек | Судьи: Андрис Ансонс Алекси Рантала |
|       | Голы:                    |                                                                                          |                             | Судьи: Андрис Ансонс Алекси Рантала |
|       | 0:1 0:2                  | 36:58 — Давид Пастрняк (бол.) (Я. Зборжиль, Д. Каше) 51:55 — Доминик Лакатош (Ф. Гронек) |                             | Судьи: Андрис Ансонс Алекси Рантала |
|       |                          |                                                                                          |                             | Судьи: Андрис Ансонс Алекси Рантала |
|       |                          |                                                                                          |                             | Судьи: Андрис Ансонс Алекси Рантала |
|       |                          |                                                                                          |                             | Судьи: Андрис Ансонс Алекси Рантала |
| 6 мин | Штраф                    | 4 мин                                                                                    |                             | Судьи: Андрис Ансонс Алекси Рантала |
|       |                          |                                                                                          |                             |                                     |
|       | 18                       | Броски                                                                                   | 34                          |                                     |

| 28 декабря 2015 18:00 | Россия | 6:4 (1:2, 4:1, 1:1) | Финляндия | Хартвалл Арена, Хельсинки Зрителей: 12 526 |

| Отчёт | Отчёт                                  | Отчёт | Отчёт                           | Отчёт                                    |
| --- | -------------------------------------- | --- | ------------------------------- | ---------------------------------------- |
| |                                        | |                                 |                                          |
| | Александр Георгиев — 00:00-60:00       | Вратари | 00:00-58:32 — Вейни Вехвиляйнен | Судьи: Бретт Айверсон Кристофер Питоскья |
| | Голы:                                  | |                                 | Судьи: Бретт Айверсон Кристофер Питоскья |
| Кирилл Капризов (бол.) — 06:10 (И. Проворов, М. Лазарев) Андрей Светлаков (мен.) — 28:48 (Е. Коршков, Е. Воронков) Павел Красковский (бол.) — 32:29 (Е. Коршков, Н. Жульдиков) Владислав Каменев (бол.) — 35:28 (К. Капризов, М. Лазарев) Александр Полунин — 36:05 (Е. Коршков) Радель Фазлеев — 53:48 (И. Проворов, А. Лаута) | 0:1 :1 1:2 1:3 2:3 3:3 4:3 5:3 5:4 6:4 | 04:13 — Себастьян Ахо (Е. Пульюярви, П. Лайне) 18:53 — Патрик Лайне (Е. Пульюярви, М. Кескитало) 20:53 — Алекси Саарела (бол.) (Е. Пульюярви, П. Лайне) 41:18 — Алекси Саарела (Ю. Няттинен) |                                 | Судьи: Бретт Айверсон Кристофер Питоскья |
| |                                        | |                                 | Судьи: Бретт Айверсон Кристофер Питоскья |
| |                                        | |                                 | Судьи: Бретт Айверсон Кристофер Питоскья |
| |                                        | |                                 | Судьи: Бретт Айверсон Кристофер Питоскья |
| 12 мин | Штраф                                  | 12 мин |                                 | Судьи: Бретт Айверсон Кристофер Питоскья |
| |                                        | |                                 |                                          |
| | 25                                     | Броски | 32                              |                                          |

| 29 декабря 2015 16:00 | Беларусь | 1:4 (0:3, 0:0, 1:1) | Россия | Хартвалл Арена, Хельсинки Зрителей: 2342 |

| Отчёт                                | Отчёт                             | Отчёт | Отчёт                       | Отчёт                                |
| ------------------------------------ | --------------------------------- | --- | --------------------------- | ------------------------------------ |
|                                      |                                   | |                             |                                      |
|                                      | Владислав Вербицкий — 00:00-60:00 | Вратари | 00:00-60:00 — Илья Самсонов | Судьи: Андрис Ансонс Владимир Пешина |
|                                      | Голы:                             | |                             | Судьи: Андрис Ансонс Владимир Пешина |
| Алексей Паценкин — 46:14 (А. Бусько) | 0:1 0:2 0:3 1:3 1:4               | 10:00 — Максим Лазарев (бол.) (В. Каменев, К. Капризов) 15:42 — Александр Полунин (бол.) (П. Красковский, Е. Коршков) 18:19 — Владислав Каменев (И. Проворов, М. Лазарев) 47:41 — Александр Полунин (Е. Коршков, Н. Жульдиков) |                             | Судьи: Андрис Ансонс Владимир Пешина |
|                                      |                                   | |                             | Судьи: Андрис Ансонс Владимир Пешина |
|                                      |                                   | |                             | Судьи: Андрис Ансонс Владимир Пешина |
|                                      |                                   | |                             | Судьи: Андрис Ансонс Владимир Пешина |
| 6 мин                                | Штраф                             | 6 мин |                             | Судьи: Андрис Ансонс Владимир Пешина |
|                                      |                                   | |                             |                                      |
|                                      | 18                                | Броски | 32                          |                                      |

| 30 декабря 2015 14:00 | Чехия | 5:3 (1:0, 1:3, 3:0) | Беларусь | Хартвалл Арена, Хельсинки Зрителей: 8456 |

| Отчёт | Отчёт                         | Отчёт | Отчёт                                    | Отчёт                                    |
| --- | ----------------------------- | --- | ---------------------------------------- | ---------------------------------------- |
| |                               | |                                          |                                          |
| | Витек Ванечек — 00:00-60:00   | Вратари | 00:00-59:06 — Иван Кульбаков 59:40-60:00 | Судьи: Бретт Айверсон Жан-Филипп Сильвен |
| | Голы:                         | |                                          | Судьи: Бретт Айверсон Жан-Филипп Сильвен |
| Шимон Странски — 15:39 Доминик Лакатош — 32:26 (Д. Пастрняк, Ф. Гронек) Иржи Смейкал — 52:06 (М. Шпачек, Я. Ордош) Радек Веселы — 54:20 (М. Шпачек) Доминик Машин (п.в.) — 59:40 (И. Смейкал) | 1:0 1:1 1:2 :2 2:3 :3 4:3 5:3 | 20:43 — Степан Фальковский (А. Черников, Д. Карабань) 30:26 — Егор Шарангович (бол.) (Д. Карабань, С. Фальковский) 37:31 — Владислав Гончаров (бол.) (Д. Карабань) |                                          | Судьи: Бретт Айверсон Жан-Филипп Сильвен |
| |                               | |                                          | Судьи: Бретт Айверсон Жан-Филипп Сильвен |
| |                               | |                                          | Судьи: Бретт Айверсон Жан-Филипп Сильвен |
| |                               | |                                          | Судьи: Бретт Айверсон Жан-Филипп Сильвен |
| 4 мин | Штраф                         | 2 мин |                                          | Судьи: Бретт Айверсон Жан-Филипп Сильвен |
| |                               | |                                          |                                          |
| | 49                            | Броски | 24                                       |                                          |

| 30 декабря 2015 18:00 | Словакия | 3:8 (2:1, 0:2, 1:5) | Финляндия | Хартвалл Арена, Хельсинки Зрителей: 12 723 |

| Отчёт | Отчёт                                                      | Отчёт | Отчёт                        | Отчёт                                      |
| --- | ---------------------------------------------------------- | --- | ---------------------------- | ------------------------------------------ |
| |                                                            | |                              |                                            |
| | Адам Гуска — 00:00-52:30 Станислав Шкорванек — 52:30-60:00 | Вратари | 00:00-60:00 — Каапо Кяхкёнен | Судьи: Алексей Анисимов Кристофер Питоскья |
| | Голы:                                                      | |                              | Судьи: Алексей Анисимов Кристофер Питоскья |
| Матуш Сукель (бол.) — 09:50 (М. Палочко, А. Слобода) Радован Бондра — 11:55 (Л. Романчик, М. Суровы) Патрик Майер (бол.) — 45:27 (М. Сукель, К. Ярош) | 1:0 2:0 2:1 2:2 2:3 2:4 2:5 3:5 3:6 3:7 3:8                | 15:15 — Себастьян Ахо (бол.) (П. Лайне, Е. Пульюярви) 34:07 — Алекси Саарела (О. Юолеви, Е. Пульюярви) 38:22 — Роопе Хинц (В. Саариярви, М. Рантанен) 40:28 — Ессе Пульюярви (П. Лайне, С. Ахо) 42:41 — Себастьян Ахо (бол.) (Е. Пульюярви, О. Юолеви) 51:52 — Патрик Лайне (С. Ахо) 52:30 — Каспери Капанен (бол.) (В. Саариярви, Р. Хинц) 57:42 — Каспер Бьёркквист (В. Саариярви, М. Сииконен) |                              | Судьи: Алексей Анисимов Кристофер Питоскья |
| |                                                            | |                              | Судьи: Алексей Анисимов Кристофер Питоскья |
| |                                                            | |                              | Судьи: Алексей Анисимов Кристофер Питоскья |
| |                                                            | |                              | Судьи: Алексей Анисимов Кристофер Питоскья |
| 18 мин | Штраф                                                      | 8 мин |                              | Судьи: Алексей Анисимов Кристофер Питоскья |
| |                                                            | |                              |                                            |
| | 28                                                         | Броски | 48                           |                                            |

| 31 декабря 2015 14:00 | Россия | 2:1 (1:0, 1:1, 0:0) | Словакия | Хартвалл Арена, Хельсинки Зрителей: 6497 |

| Отчёт                                                              | Отчёт                            | Отчёт                             | Отчёт                    | Отчёт                                  |
| ------------------------------------------------------------------ | -------------------------------- | --------------------------------- | ------------------------ | -------------------------------------- |
|                                                                    |                                  |                                   |                          |                                        |
|                                                                    | Александр Георгиев — 00:00-60:00 | Вратари                           | 00:00-60:00 — Адам Гуска | Судьи: Микаэль Норд Жан-Филипп Сильвен |
|                                                                    | Голы:                            |                                   |                          | Судьи: Микаэль Норд Жан-Филипп Сильвен |
| Артур Лаута — 15:29 (А. Микулович, И. Проворов) Егор Рыков — 29:12 | 1:0 2:0 2:1                      | 35:50 — Кристиан Ярош (М. Сукель) |                          | Судьи: Микаэль Норд Жан-Филипп Сильвен |
|                                                                    |                                  |                                   |                          | Судьи: Микаэль Норд Жан-Филипп Сильвен |
|                                                                    |                                  |                                   |                          | Судьи: Микаэль Норд Жан-Филипп Сильвен |
|                                                                    |                                  |                                   |                          | Судьи: Микаэль Норд Жан-Филипп Сильвен |
| 14 мин                                                             | Штраф                            | 8 мин                             |                          | Судьи: Микаэль Норд Жан-Филипп Сильвен |
|                                                                    |                                  |                                   |                          |                                        |
|                                                                    | 27                               | Броски                            | 21                       |                                        |

| 31 декабря 2015 18:00 | Финляндия | 5:4 (0:0, 3:3, 2:1) | Чехия | Хартвалл Арена, Хельсинки Зрителей: 12 198 |

| Отчёт | Отчёт                             | Отчёт | Отчёт                                   | Отчёт                            |
| --- | --------------------------------- | --- | --------------------------------------- | -------------------------------- |
| |                                   | |                                         |                                  |
| | Вейни Вехвиляйнен — 00:00-60:00   | Вратари | 00:00-58:30 — Витек Ванечек 59:46-59:51 | Судьи: Андрис Ансонс Марк Виганд |
| | Голы:                             | |                                         | Судьи: Андрис Ансонс Марк Виганд |
| Ессе Пульюярви — 20:57 (С. Ахо) Роопе Хинц — 28:06 Антти Калапудас (бол.) — 30:46 (К. Капанен, С. Нику) Ессе Пульюярви (бол.) — 50:10 (Ю. Няттинен, О. Юолеви) Патрик Лайне — 54:13 (О. Юолеви, С. Ахо) | 1:0 1:1 1:2 :2 3:2 3:3 3:4 :4 5:4 | 24:22 — Иржи Смейкал (М. Шпачек, Д. Пастрняк) 26:08 — Ян Ордош (Д. Воженилек, Т. Шоустал) 39:27 — Давид Скленичка (Д. Машин, П. Заха) 48:37 — Михаэль Шпачек (Д. Пастрняк, И. Смейкал) |                                         | Судьи: Андрис Ансонс Марк Виганд |
| |                                   | |                                         | Судьи: Андрис Ансонс Марк Виганд |
| |                                   | |                                         | Судьи: Андрис Ансонс Марк Виганд |
| |                                   | |                                         | Судьи: Андрис Ансонс Марк Виганд |
| 8 мин | Штраф                             | 18 мин |                                         | Судьи: Андрис Ансонс Марк Виганд |
| |                                   | |                                         |                                  |
| | 27                                | Броски | 35                                      |                                  |

## Утешительный раунд
Команды выявляли лучшего в серии из трёх игр. Сборная Швейцарии одержала победу в первых двух матчах, поэтому третья игра была отменена. Проигравшая серию сборная Белоруссии заняла на турнире десятое место и перешла в первый дивизион чемпионата мира 2017 года.
Время местное (UTC+2).
| 2 января 2016 12:00 | Швейцария | 5:1 (1:1, 2:0, 2:0) | Беларусь | Ледовый дворец, Хельсинки Зрителей: 453 |

| Отчёт | Отчёт                                | Отчёт                                          | Отчёт                        | Отчёт                               |
| --- | ------------------------------------ | ---------------------------------------------- | ---------------------------- | ----------------------------------- |
| |                                      |                                                |                              |                                     |
| | Йорен ван Поттельберге — 00:00-60:00 | Вратари                                        | 00:00-60:00 — Иван Кульбаков | Судьи: Даниэль Конц Владимир Пешина |
| | Голы:                                |                                                |                              | Судьи: Даниэль Конц Владимир Пешина |
| Ноа Род — 06:36 (Т. Кесслер) Денис Мальгин — 35:36 (Т. Майер, Д. Риат) Дамьен Риат — 38:41 (Д. Мальгин, Т. Майер) Жюльен Привет — 51:05 (Н. Хишир) Тимо Майер (бол.) — 58:59 (П. Зутер, Д. Мальгин) | 0:1 :1 2:1 3:1 4:1 5:1               | 01:59 — Дмитрий Буйницкий (бол.) (Г. Веремьёв) |                              | Судьи: Даниэль Конц Владимир Пешина |
| |                                      |                                                |                              | Судьи: Даниэль Конц Владимир Пешина |
| |                                      |                                                |                              | Судьи: Даниэль Конц Владимир Пешина |
| |                                      |                                                |                              | Судьи: Даниэль Конц Владимир Пешина |
| 8 мин | Штраф                                | 26 мин                                         |                              | Судьи: Даниэль Конц Владимир Пешина |
| |                                      |                                                |                              |                                     |
| | 42                                   | Броски                                         | 21                           |                                     |

| 3 января 2016 12:00 | Беларусь | 2:6 (2:3, 0:3, 0:0) | Швейцария | Ледовый дворец, Хельсинки Зрителей: 748 |

| Отчёт                                                                                                 | Отчёт                                                          | Отчёт | Отчёт                                | Отчёт                                |
| --- | -------------------------------------------------------------- | --- | ------------------------------------ | ------------------------------------ |
| |                                                                | |                                      |                                      |
| | Иван Кульбаков — 00:00-60:00 Владислав Вербицкий — 03:50-60:00 | Вратари | 00:00-60:00 — Йорен ван Поттельберге | Судьи: Алексеи Анисимов Микаэль Норд |
| | Голы:                                                          | |                                      | Судьи: Алексеи Анисимов Микаэль Норд |
| Дмитрий Буйницкий — 15:20 (П. Воробей, Д. Бокун) Дмитрий Филиппович — 16:44 (А. Белевич, А. Паценкин) | 0:1 0:2 0:3 1:3 2:3 2:4 2:5 2:6                                | 03:41 — Пиус Зутер (бол.) (Т. Майер, Д. Мальгин) 03:50 — Пиус Зутер (Р. Каррер, Й. Зигенталер) 12:43 — Пиус Зутер (бол.) (Н. Род, Д. Мальгин) 28:18 — Ноа Род (бол.) (Д. Мальгин, Т. Кесслер) 31:52 — Кэлвин Тюркауф (Т. Кесслер, Д. Риат) 35:21 — Дарио Мейер (К. Тюркауф) |                                      | Судьи: Алексеи Анисимов Микаэль Норд |
| |                                                                | |                                      | Судьи: Алексеи Анисимов Микаэль Норд |
| |                                                                | |                                      | Судьи: Алексеи Анисимов Микаэль Норд |
| |                                                                | |                                      | Судьи: Алексеи Анисимов Микаэль Норд |
| 16 мин                                                                                                | Штраф                                                          | 14 мин |                                      | Судьи: Алексеи Анисимов Микаэль Норд |
| |                                                                | |                                      |                                      |
| | 23                                                             | Броски | 44                                   |                                      |

## Плей-офф
|  | Четвертьфиналы | Четвертьфиналы | Четвертьфиналы | Четвертьфиналы | Четвертьфиналы | Четвертьфиналы | Четвертьфиналы | Четвертьфиналы | Четвертьфиналы | Четвертьфиналы |           |        | Полуфиналы | Полуфиналы | Полуфиналы | Полуфиналы        | Полуфиналы        | Полуфиналы        | Полуфиналы        | Полуфиналы        | Полуфиналы        | Полуфиналы        |                   |                   | Финал             | Финал     | Финал     | Финал     | Финал     | Финал     | Финал     | Финал  | Финал  | Финал |
|  |                |                |                |                |                |                |                |                |                |                |           |        |            |            |            |                   |                   |                   |                   |                   |                   |                   |                   |                   |                   |           |           |           |           |           |           |        |        |       |
|  | A1             | Швеция         | Швеция         | Швеция         | Швеция         | Швеция         | Швеция         | Швеция         | Швеция         | 6              |           |        |            |            |            |                   |                   |                   |                   |                   |                   |                   |                   |                   |                   |           |           |           |           |           |           |        |        |       |
|  | A1             | Швеция         | Швеция         | Швеция         | Швеция         | Швеция         | Швеция         | Швеция         | Швеция         | 6              |           |        |            |            |            |                   |                   |                   |                   |                   |                   |                   |                   |                   |                   |           |           |           |           |           |           |        |        |       |
|  | B4             | Словакия       | Словакия       | Словакия       | Словакия       | Словакия       | Словакия       | Словакия       | Словакия       | 0              |           |        |            |            |            |                   |                   |                   |                   |                   |                   |                   |                   |                   |                   |           |           |           |           |           |           |        |        |       |
|  | B4             | Словакия       | Словакия       | Словакия       | Словакия       | Словакия       | Словакия       | Словакия       | Словакия       | 0              | WQF1      | Швеция | Швеция     | Швеция     | Швеция     | Швеция            | Швеция            | Швеция            | Швеция            | 1                 |                   |                   |                   |                   |                   |           |           |           |           |           |           |        |        |       |
|  |                |                |                |                |                |                |                |                |                |                | WQF1      | Швеция | Швеция     | Швеция     | Швеция     | Швеция            | Швеция            | Швеция            | Швеция            | 1                 |                   |                   |                   |                   |                   |           |           |           |           |           |           |        |        |       |
|  |                |                | WQF2           | Финляндия      | Финляндия      | Финляндия      | Финляндия      | Финляндия      | Финляндия      | Финляндия      | Финляндия | 2      |            |            |            |                   |                   |                   |                   |                   |                   |                   |                   |                   |                   |           |           |           |           |           |           |        |        |       |
|  | B2             | Финляндия      | Финляндия      | Финляндия      | Финляндия      | Финляндия      | Финляндия      | Финляндия      | Финляндия      | Финляндия      | Финляндия | 2      | 6          |            |            |                   |                   |                   |                   |                   |                   |                   |                   |                   |                   |           |           |           |           |           |           |        |        |       |
|  | B2             | Финляндия      | Финляндия      | Финляндия      | Финляндия      | Финляндия      | Финляндия      | Финляндия      | Финляндия      |                |           |        | 6          |            |            |                   |                   |                   |                   |                   |                   |                   |                   |                   |                   |           |           |           |           |           |           |        |        |       |
|  | A3             | Канада         | Канада         | Канада         | Канада         | Канада         | Канада         | Канада         | Канада         | 5              |           |        |            |            |            |                   |                   |                   |                   |                   |                   |                   |                   |                   |                   |           |           |           |           |           |           |        |        |       |
|  | A3             | Канада         | Канада         | Канада         | Канада         | Канада         | Канада         | Канада         | Канада         | 5              |           |        |            |            |            |                   |                   |                   |                   |                   |                   |                   | WSF1              | Финляндия         | Финляндия         | Финляндия | Финляндия | Финляндия | Финляндия | Финляндия | Финляндия | 4      |        |       |
|  |                |                |                |                |                |                |                |                |                |                |           |        |            |            |            |                   |                   |                   |                   |                   |                   |                   | WSF1              | Финляндия         | Финляндия         | Финляндия | Финляндия | Финляндия | Финляндия | Финляндия | Финляндия | 4      |        |       |
|  |                |                | WSF2           | Россия         | Россия         | Россия         | Россия         | Россия         | Россия         | Россия         | Россия    | 3      |            |            |            |                   |                   |                   |                   |                   |                   |                   |                   |                   |                   |           |           |           |           |           |           |        |        |       |
|  | B1             | Россия         | Россия         | Россия         | Россия         | Россия         | Россия         | Россия         | Россия         | Россия         | Россия    | 3      | 4          |            |            |                   |                   |                   |                   |                   |                   |                   |                   |                   |                   |           |           |           |           |           |           |        |        |       |
|  | B1             | Россия         | Россия         | Россия         | Россия         | Россия         | Россия         | Россия         | Россия         |                |           |        | 4          |            |            |                   |                   |                   |                   |                   |                   |                   |                   |                   |                   |           |           |           |           |           |           |        |        |       |
|  | A4             | Дания          | Дания          | Дания          | Дания          | Дания          | Дания          | Дания          | Дания          | 3              |           |        |            |            |            |                   |                   |                   |                   |                   |                   |                   |                   |                   |                   |           |           |           |           |           |           |        |        |       |
|  | A4             | Дания          | Дания          | Дания          | Дания          | Дания          | Дания          | Дания          | Дания          | 3              | WQF3      | Россия | Россия     | Россия     | Россия     | Россия            | Россия            | Россия            | Россия            | 2                 |                   |                   |                   |                   |                   |           |           |           |           |           |           |        |        |       |
|  |                |                |                |                |                |                |                |                |                |                | WQF3      | Россия | Россия     | Россия     | Россия     | Россия            | Россия            | Россия            | Россия            | 2                 |                   |                   |                   |                   |                   |           |           |           |           |           |           |        |        |       |
|  |                |                | WQF4           | США            | США            | США            | США            | США            | США            | США            | США       | 1      |            |            |            |                   |                   |                   |                   |                   |                   |                   |                   |                   |                   |           |           |           |           |           |           |        |        |       |
|  | A2             | США            | США            | США            | США            | США            | США            | США            | США            | США            | США       | 1      | 7          |            |            | Матч за 3-е место | Матч за 3-е место | Матч за 3-е место | Матч за 3-е место | Матч за 3-е место | Матч за 3-е место | Матч за 3-е место | Матч за 3-е место | Матч за 3-е место | Матч за 3-е место |           |           |           |           |           |           |        |        |       |
|  | A2             | США            | США            | США            | США            | США            | США            | США            | США            |                |           |        | 7          |            |            | Матч за 3-е место | Матч за 3-е место | Матч за 3-е место | Матч за 3-е место | Матч за 3-е место | Матч за 3-е место | Матч за 3-е место | Матч за 3-е место | Матч за 3-е место | Матч за 3-е место |           |           |           |           |           |           |        |        |       |
|  | B3             | Чехия          | Чехия          | Чехия          | Чехия          | Чехия          | Чехия          | Чехия          | Чехия          | 0              |           |        |            |            |            |                   |                   |                   |                   |                   |                   |                   |                   |                   |                   |           |           |           |           |           |           |        |        |       |
|  | B3             | Чехия          | Чехия          | Чехия          | Чехия          | Чехия          | Чехия          | Чехия          | Чехия          | 0              |           |        |            |            |            |                   |                   |                   |                   |                   |                   |                   |                   |                   |                   |           |           |           |           |           |           |        |        |       |
|  |                |                |                |                |                |                |                |                |                |                |           |        |            |            |            |                   |                   |                   |                   |                   |                   |                   |                   |                   | LSF1              | Швеция    | Швеция    | Швеция    | Швеция    | Швеция    | Швеция    | Швеция | Швеция | 3     |
|  |                |                |                |                |                |                |                |                |                |                |           |        |            |            |            |                   |                   |                   |                   |                   |                   |                   |                   |                   | LSF1              | Швеция    | Швеция    | Швеция    | Швеция    | Швеция    | Швеция    | Швеция | Швеция | 3     |
|  |                |                |                |                |                |                |                |                |                |                |           |        |            |            |            |                   |                   |                   |                   |                   |                   |                   |                   |                   | LSF2              | США       | США       | США       | США       | США       | США       | США    | США    | 8     |
|  |                |                |                |                |                |                |                |                |                |                |           |        |            |            |            |                   |                   |                   |                   |                   |                   |                   |                   |                   | LSF2              | США       | США       | США       | США       | США       | США       | США    | США    | 8     |

### Четвертьфинал
Время местное (UTC+2).
| 2 января 2016 14:00 | Россия | 4:3 (OT) (1:0, 0:2, 2:1, 1:0) | Дания | Хартвалл Арена, Хельсинки Зрителей: 8869 |

| Отчёт | Отчёт                                        | Отчёт | Отчёт                      | Отчёт                             |
| --- | -------------------------------------------- | --- | -------------------------- | --------------------------------- |
| |                                              | |                            |                                   |
| | Александр Георгиев — 00:00-58:31 59:16-65:00 | Вратари | 00:00-65:00 — Томас Лиллье | Судьи: Алекси Рантала Марк Виганд |
| | Голы:                                        | |                            | Судьи: Алекси Рантала Марк Виганд |
| Егор Коршков — 17:23 (П. Красковский, Е. Рыков) Артур Лаута — 52:31 (А. Дергачёв, Р. Фазлеев) Владислав Каменев — 59:16 (А. Лаута, И. Проворов) Владислав Каменев — 65:00 (И. Проворов, А. Светлаков) | 1:0 1:1 1:2 :2 2:3 :3 4:3                    | 22:37 — Маркус Йенсен (Й. Хольмберг, Т. Ольсен) 29:20 — Томас Ольсен (К. Йенсен, С. Нильсен) 54:36 — Эмиль Кристенсен (А. Крогсгор) |                            | Судьи: Алекси Рантала Марк Виганд |
| |                                              | |                            | Судьи: Алекси Рантала Марк Виганд |
| |                                              | |                            | Судьи: Алекси Рантала Марк Виганд |
| |                                              | |                            | Судьи: Алекси Рантала Марк Виганд |
| 14 мин | Штраф                                        | 2 мин |                            | Судьи: Алекси Рантала Марк Виганд |
| |                                              | |                            |                                   |
| | 46                                           | Броски | 21                         |                                   |

| 2 января 2016 16:00 | Швеция | 6:0 (2:0, 1:0, 3:0) | Словакия | Ледовый дворец, Хельсинки Зрителей: 3796 |

| Отчёт | Отчёт                          | Отчёт   | Отчёт                    | Отчёт                                   |
| --- | ------------------------------ | ------- | ------------------------ | --------------------------------------- |
| |                                |         |                          |                                         |
| | Линус Сёдерстрём — 00:00-60:00 | Вратари | 00:00-60:00 — Адам Гуска | Судьи: Андрис Ансонс Жан-Филипп Сильвен |
| | Голы:                          |         |                          | Судьи: Андрис Ансонс Жан-Филипп Сильвен |
| Юэль Эрикссон Эк — 05:10 (Я. Форсбакка-Карлссон) Оскар Линдблом (бол.) — 11:35 (А. Хольмстрём, А. Кемпе) Кристоффер Эн — 30:07 (Й. Лёке) Адриан Кемпе — 43:43 (А. Хольмстрём, А. Энглунд) Йенс Лёке (мен.) — 45:36 (Я. Форсбакка-Карлссон) Александр Нюландер — 56:57 (Д. Тимашов, М. Петтерссон) | 1:0 2:0 3:0 4:0 5:0 6:0        |         |                          | Судьи: Андрис Ансонс Жан-Филипп Сильвен |
| |                                |         |                          | Судьи: Андрис Ансонс Жан-Филипп Сильвен |
| |                                |         |                          | Судьи: Андрис Ансонс Жан-Филипп Сильвен |
| |                                |         |                          | Судьи: Андрис Ансонс Жан-Филипп Сильвен |
| 12 мин | Штраф                          | 14 мин  |                          | Судьи: Андрис Ансонс Жан-Филипп Сильвен |
| |                                |         |                          |                                         |
| | 55                             | Броски  | 17                       |                                         |

| 2 января 2016 18:00 | Финляндия | 6:5 (1:2, 3:1, 2:2) | Канада | Хартвалл Арена, Хельсинки Зрителей: 13 016 |

| Отчёт | Отчёт                                                        | Отчёт | Отчёт                          | Отчёт                                     |
| --- | ------------------------------------------------------------ | --- | ------------------------------ | ----------------------------------------- |
| |                                                              | |                                |                                           |
| | Вейни Вехвиляйнен — 00:00-27:20 Каапо Кяхкёнен — 27:20-60:00 | Вратари | 00:00-58:55 — Маккензи Блэквуд | Судьи: Даниэль Пихачек Кристофер Питоскья |
| | Голы:                                                        | |                                | Судьи: Даниэль Пихачек Кристофер Питоскья |
| Патрик Лайне — 19:49 (С. Ахо, Е. Пульюярви) Антти Калапудас — 26:18 (О. Юолеви, Й. Туулола) Алекси Саарела (бол.) — 35:44 (Е. Пульюярви) Юлиус Няттинен — 37:17 (А. Саарела, О. Юолеви) Себастьян Ахо — 44:21 (Е. Пульюярви, П. Лайне) Патрик Лайне (бол.) — 54:10 (О. Юолеви, С. Ахо) | 0:1 0:2 1:2 2:2 2:3 :3 4:3 4:4 5:4 5:5 6:5                   | 05:21 — Трэвис Конекни (Дж. Кенневилль, М. Стивенс) 10:59 — Дилан Строум (Ж. Готье, Л. Крауз) 27:20 — Лоусон Крауз (Дж. Виртанен) 43:14 — Митч Марнер (бол.) (Б. Пойнт, Т. Сэнхайм) 45:57 — Митч Марнер (бол.) (Б. Пойнт) |                                | Судьи: Даниэль Пихачек Кристофер Питоскья |
| |                                                              | |                                | Судьи: Даниэль Пихачек Кристофер Питоскья |
| |                                                              | |                                | Судьи: Даниэль Пихачек Кристофер Питоскья |
| |                                                              | |                                | Судьи: Даниэль Пихачек Кристофер Питоскья |
| 12 мин | Штраф                                                        | 18 мин |                                | Судьи: Даниэль Пихачек Кристофер Питоскья |
| |                                                              | |                                |                                           |
| | 29                                                           | Броски | 34                             |                                           |

| 2 января 2016 20:00 | США | 7:0 (2:0, 3:0, 2:0) | Чехия | Ледовый дворец, Хельсинки Зрителей: 3113 |

| Отчёт | Отчёт                           | Отчёт   | Отчёт                                                 | Отчёт                                  |
| --- | ------------------------------- | ------- | ----------------------------------------------------- | -------------------------------------- |
| |                                 |         |                                                       |                                        |
| | Алекс Неделькович — 00:00-60:00 | Вратари | 00:00-20:00 — Витек Ванечек 20:00-60:00 — Алеш Стезка | Судьи: Стефан Фонселиус Бретт Айверсон |
| | Голы:                           |         |                                                       | Судьи: Стефан Фонселиус Бретт Айверсон |
| Ник Шмальц — 05:17 (Б. Бисер) Кристиан Дворак — 15:14 (Б. Карло, С. Милано) Остон Мэттьюс — 24:15 (У. Борген, М. Ткачук) Остон Мэттьюс (бол.) — 29:08 (Н. Шмальц, З. Веренски) Скотт Инсор (мен.) — 38:04 Остон Мэттьюс (бол.) — 40:24 (Н. Шмальц, З. Веренски) Алекс Дебринкэт — 51:53 (Р. Донато, Р. Макиннис) | 1:0 2:0 3:0 4:0 5:0 6:0 7:0     |         |                                                       | Судьи: Стефан Фонселиус Бретт Айверсон |
| |                                 |         |                                                       | Судьи: Стефан Фонселиус Бретт Айверсон |
| |                                 |         |                                                       | Судьи: Стефан Фонселиус Бретт Айверсон |
| |                                 |         |                                                       | Судьи: Стефан Фонселиус Бретт Айверсон |
| 6 мин | Штраф                           | 10 мин  |                                                       | Судьи: Стефан Фонселиус Бретт Айверсон |
| |                                 |         |                                                       |                                        |
| | 35                              | Броски  | 28                                                    |                                        |

### Полуфинал
Время местное (UTC+2).
| 4 января 2016 16:00 | Швеция | 1:2 (1:0, 0:2, 0:0) | Финляндия | Хартвалл Арена, Хельсинки Зрителей: 13 340 |

| Отчёт                                           | Отчёт                          | Отчёт                                                                                                 | Отчёт                        | Отчёт                                     |
| ----------------------------------------------- | ------------------------------ | --- | ---------------------------- | ----------------------------------------- |
|                                                 |                                | |                              |                                           |
|                                                 | Линус Сёдерстрём — 00:00-59:17 | Вратари                                                                                               | 00:00-60:00 — Каапо Кяхкёнен | Судьи: Даниэль Пихачек Кристофер Питоскья |
|                                                 | Голы:                          | |                              | Судьи: Даниэль Пихачек Кристофер Питоскья |
| Расмус Асплунд — 10:17 (Д. Тимашов, Я. Ларссон) | 1:0 1:1 1:2                    | 31:08 — Роопе Хинц (М. Рантанен, К. Капанен) 33:04 — Антти Калапудас (бол.) (М. Рантанен, К. Капанен) |                              | Судьи: Даниэль Пихачек Кристофер Питоскья |
|                                                 |                                | |                              | Судьи: Даниэль Пихачек Кристофер Питоскья |
|                                                 |                                | |                              | Судьи: Даниэль Пихачек Кристофер Питоскья |
|                                                 |                                | |                              | Судьи: Даниэль Пихачек Кристофер Питоскья |
| 20 мин                                          | Штраф                          | 6 мин                                                                                                 |                              | Судьи: Даниэль Пихачек Кристофер Питоскья |
|                                                 |                                | |                              |                                           |
|                                                 | 22                             | Броски                                                                                                | 28                           |                                           |

| 4 января 2016 20:00 | Россия | 2:1 (0:1, 2:0, 0:0) | США | Хартвалл Арена, Хельсинки Зрителей: 11 812 |

| Отчёт                                                       | Отчёт                       | Отчёт                                            | Отчёт                           | Отчёт                             |
| ----------------------------------------------------------- | --------------------------- | ------------------------------------------------ | ------------------------------- | --------------------------------- |
|                                                             |                             |                                                  |                                 |                                   |
|                                                             | Илья Самсонов — 00:00-60:00 | Вратари                                          | 00:00-58:01 — Алекс Неделькович | Судьи: Бретт Айверсон Марк Виганд |
|                                                             | Голы:                       |                                                  |                                 | Судьи: Бретт Айверсон Марк Виганд |
| Павел Красковский — 35:08 (Е. Коршков) Егор Коршков — 37:56 | 0:1 :1 2:1                  | 09:03 — Кристиан Дворак (С. Милано, З. Веренски) |                                 | Судьи: Бретт Айверсон Марк Виганд |
|                                                             |                             |                                                  |                                 | Судьи: Бретт Айверсон Марк Виганд |
|                                                             |                             |                                                  |                                 | Судьи: Бретт Айверсон Марк Виганд |
|                                                             |                             |                                                  |                                 | Судьи: Бретт Айверсон Марк Виганд |
| 4 мин                                                       | Штраф                       | 8 мин                                            |                                 | Судьи: Бретт Айверсон Марк Виганд |
|                                                             |                             |                                                  |                                 |                                   |
|                                                             | 33                          | Броски                                           | 27                              |                                   |

### Матч за 3-е место
Время местное (UTC+2).
| 5 января 2016 16:00 | Швеция | 3:8 (2:2, 0:4, 1:2) | США | Хартвалл Арена, Хельсинки Зрителей: 10 899 |

| Отчёт | Отчёт                                       | Отчёт | Отчёт                           | Отчёт                                  |
| --- | ------------------------------------------- | --- | ------------------------------- | -------------------------------------- |
| |                                             | |                                 |                                        |
| | Феликс Сандстрём — 00:00-60:00              | Вратари | 00:00-60:00 — Алекс Неделькович | Судьи: Стефан Фонселиус Алекси Рантала |
| | Голы:                                       | |                                 | Судьи: Стефан Фонселиус Алекси Рантала |
| Вильям Лагессон — 17:39 (А. Кемпе) Карл Грундстрём — 18:34 (Ю. Эрикссон Эк, Я. Форсбакка-Карлссон) Аксель Хольмстрём — 58:28 (О. Линдблом, А. Кемпе) | 0:1 0:2 1:2 2:2 2:3 2:4 2:5 2:6 2:7 2:8 3:8 | 11:59 — Андерс Бьорк (К. Дворак) 15:32 — Мэттью Ткачук (З. Веренски, Н. Шмальц) 22:17 — Брок Бисер (У. Борген, М. Ткачук) 24:06 — Райан Донато (Б. Карло, Р. Макиннис) 36:31 — Андерс Бьорк (С. Милано, К. Дворак) 39:51 — Брэндон Карло (Н. Шмальц, Р. Хичкок) 43:38 — Райан Донато (Р. Макиннис) 51:12 — Мэттью Ткачук (Н. Шмальц) |                                 | Судьи: Стефан Фонселиус Алекси Рантала |
| |                                             | |                                 | Судьи: Стефан Фонселиус Алекси Рантала |
| |                                             | |                                 | Судьи: Стефан Фонселиус Алекси Рантала |
| |                                             | |                                 | Судьи: Стефан Фонселиус Алекси Рантала |
| 8 мин | Штраф                                       | 10 мин |                                 | Судьи: Стефан Фонселиус Алекси Рантала |
| |                                             | |                                 |                                        |
| | 38                                          | Броски | 29                              |                                        |

### Финал
Время местное (UTC+2).
| 5 января 2016 20:30 | Россия | 3:4 (OT) (1:0, 0:0, 2:3, 0:1) | Финляндия | Хартвалл Арена, Хельсинки Зрителей: 13 479 |

| Отчёт | Отчёт                                                    | Отчёт | Отчёт                        | Отчёт                                    |
| --- | -------------------------------------------------------- | --- | ---------------------------- | ---------------------------------------- |
| |                                                          | |                              |                                          |
| | Александр Георгиев — 00:00-58:37 59:02-59:17 59:54-61:33 | Вратари | 00:00-61:33 — Каапо Кяхкёнен | Судьи: Бретт Айверсон Кристофер Питоскья |
| | Голы:                                                    | |                              | Судьи: Бретт Айверсон Кристофер Питоскья |
| Владислав Каменев (бол.) — 04:50 (И. Проворов, М. Лазарев) Андрей Светлаков — 41:41 Андрей Светлаков — 59:54 (И. Проворов, Е. Рыков) | 1:0 1:1 2:1 2:2 2:3 :3 3:4                               | 40:24 — Патрик Лайне (С. Ахо, Е. Пульюярви) 50:07 — Себастьян Ахо (Е. Пульюярви, П. Лайне) 57:51 — Микко Рантанен (бол.) (В. Саариярви, А. Калапудас) 61:33 — Каспери Капанен (А. Саарела) |                              | Судьи: Бретт Айверсон Кристофер Питоскья |
| |                                                          | |                              | Судьи: Бретт Айверсон Кристофер Питоскья |
| |                                                          | |                              | Судьи: Бретт Айверсон Кристофер Питоскья |
| |                                                          | |                              | Судьи: Бретт Айверсон Кристофер Питоскья |
| 40 мин | Штраф                                                    | 4 мин |                              | Судьи: Бретт Айверсон Кристофер Питоскья |
| |                                                          | |                              |                                          |
| | 25                                                       | Броски | 29                           |                                          |

## Рейтинг и статистика

### Итоговое положение команд
| 1   | Финляндия |
| 2   | Россия    |
| 3   | США       |
| 4.  | Швеция    |
| 5.  | Чехия     |
| 6.  | Канада    |
| 7.  | Словакия  |
| 8.  | Дания     |
| 9.  | Швейцария |
| 10. | Беларусь  |

| Чемпион мира по хоккею с шайбой среди молодёжных команд 2016 |
| Финляндия 4-й титул                                          |

### Лучшие бомбардиры
| Игрок              | И | Г | П  | О  | Штр | +/− |
| ------------------ | - | - | -- | -- | --- | --- |
| Ессе Пульюярви     | 7 | 5 | 12 | 17 | 0   | +8  |
| Себастьян Ахо      | 7 | 5 | 9  | 14 | 4   | +9  |
| Патрик Лайне       | 7 | 7 | 6  | 13 | 6   | +8  |
| Остон Мэттьюс      | 7 | 7 | 4  | 11 | 2   | +6  |
| Мэттью Ткачук      | 7 | 4 | 7  | 11 | 6   | +7  |
| Александр Нюландер | 7 | 4 | 5  | 9  | 0   | +5  |
| Зак Веренски       | 7 | 2 | 7  | 9  | 4   | +10 |
| Денис Мальгин      | 6 | 1 | 8  | 9  | 6   | −1  |
| Олли Юолеви        | 7 | 0 | 9  | 9  | 4   | +6  |
| Кристиан Дворак    | 7 | 3 | 5  | 8  | 0   | +8  |
| Адриан Кемпе       | 7 | 3 | 5  | 8  | 8   | +1  |

Примечание: И = Количество проведённых игр; Г = Голы; П = Голевые передачи; О = Очки; Штр = Штрафное время; +/− = Плюс-минус
По данным: IIHF.com

### Лучшие вратари
В списке вратари, сыгравшие не менее 40 % от всего игрового времени их сборной.
| Игрок             | ВП     | Бр  | ПШ | КН   | %ОБ   | И"0" |
| ----------------- | ------ | --- | -- | ---- | ----- | ---- |
| Линус Сёдерстрём  | 295:28 | 132 | 7  | 1.42 | 94.70 | 2    |
| Алекс Неделькович | 325:52 | 157 | 9  | 1.66 | 94.27 | 1    |
| Томас Лиллье      | 185:00 | 117 | 10 | 3.24 | 91.45 | 0    |
| Каапо Кяхкёнен    | 214:13 | 99  | 9  | 2.52 | 90.91 | 0    |
| Адам Гуска        | 292:30 | 188 | 19 | 3.90 | 89.89 | 0    |

Примечание: ВП = Время на площадке; Бр = Броски по воротам; ПШ = Пропущено шайб; КН = Коэффициент надёжности; %ОБ = Процент отражённых бросков; И"0" = «Сухие игры»
По данным: IIHF.com

### Индивидуальные награды
Самый ценный игрок (MVP):
- Ессе Пульюярви

Лучшие игроки:
- Вратарь:  Линус Сёдерстрём
- Защитник:  Зак Веренски
- Нападающий:  Ессе Пульюярви

Сборная всех звёзд:
- Вратарь:  Линус Сёдерстрём
- Защитники:  Олли Юолеви —  Зак Веренски
- Нападающие:  Патрик Лайне —  Ессе Пульюярви —  Остон Мэттьюс